# Portal Tomb von Loughmoney

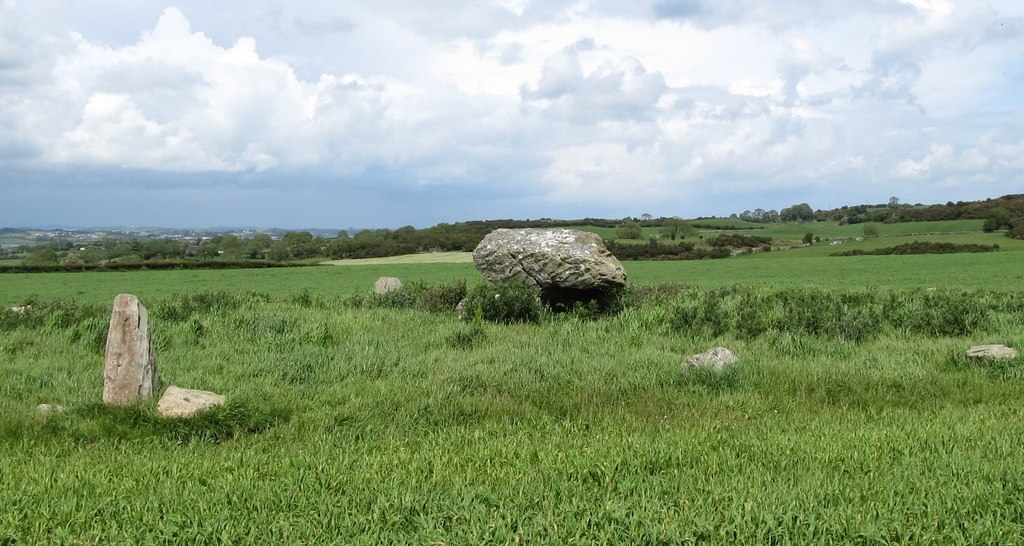
Loughmoney

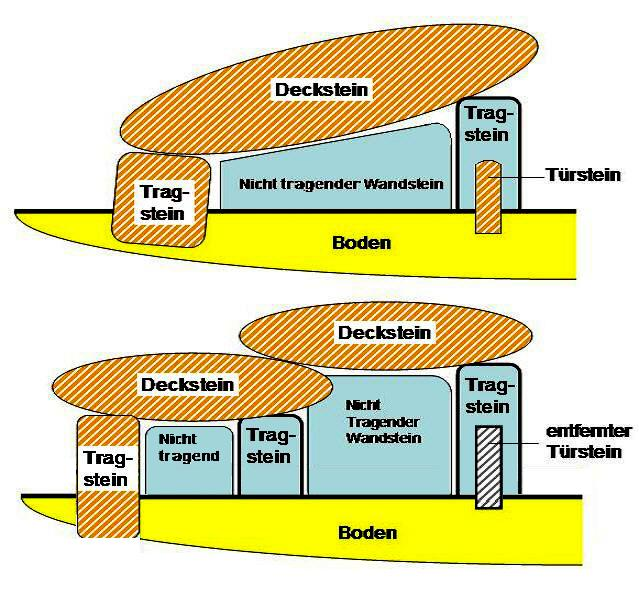
Schema irischer Portal Tombarten

Das Portal Tomb von Loughmoney (auch Loughmoney Dolmen) genannt, liegt östlich von Downpatrick, oberhalb und südlich des Strangford Lough an der Kreuzung der Loughmoney und der Carrownacaw Road im County Down in Nordirland. 
Seine beiden Seitensteine aus Schiefer sind nur etwa 1,0 Meter hoch. Der 0,6 m dicke Deckstein ist geringfügig länger als die Seitensteine. Das Monument wird auf der Seite des Northern Ireland Sites and Monuments Record als Portal Tomb beschrieben. Die Länge der Steine und das Fehlen eines Endsteines raten an, dass es sich auch um den Rest eines Passage Tombs oder eines Court Tombs handelt. Das Grab ist etwa 3,0 Meter lang, 1,0 Meter breit und 1,6 Meter hoch. Der Zugang zeigt nach Nordwesten. Es gibt keine Spuren eines deckenden Steinhaufens. Das Grab sollte im Jahr 1974 unter Schutz gestellt werden, wurde aber im Jahr 2008, als sich die Rahmenbedingungen änderten, nicht berücksichtigt. Das zwischenzeitlich zusammengestürzte Grab wurde wieder aufgestellt.

## The Long Stone

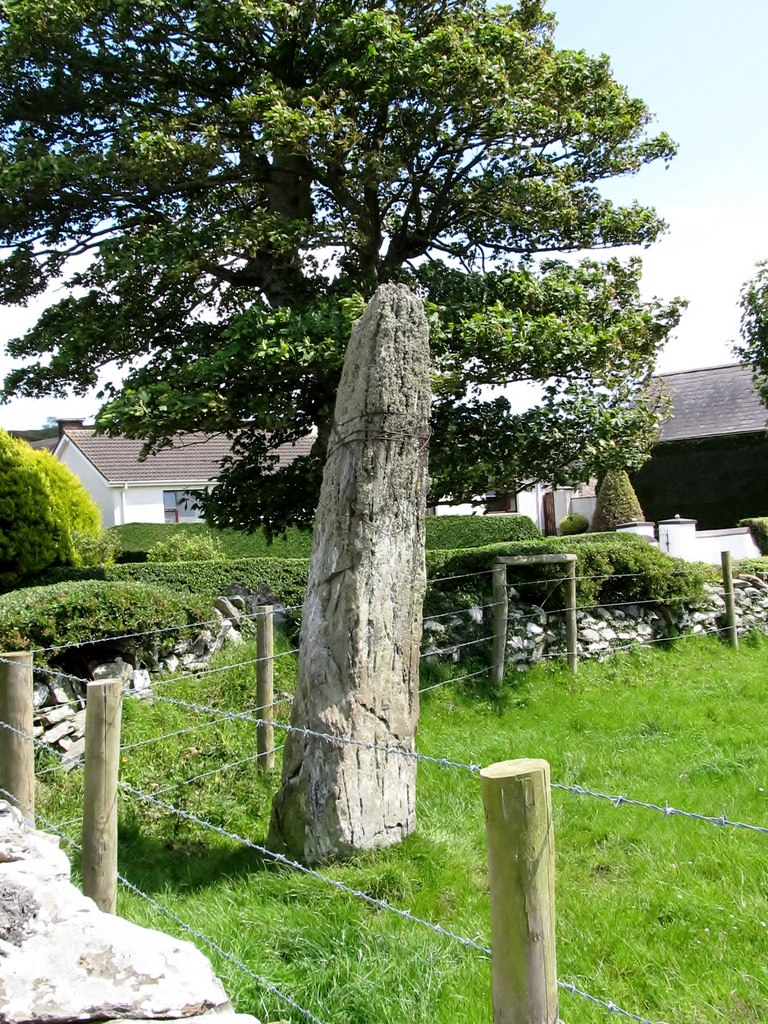
The Long Stone von Carrownacaw

Im nahen Carrownacaw steht der etwa 3,3 m hohe, schlanke Menhir “The Long Stone” – ein heller leicht nach Süden geneigter Schieferstein. Er wird von einer um einen Baum gewickelten Trosse gehalten. An der Basis des Steins wurden eingeäscherte Knochen und Feuersteine einschließlich Querpfeilspitzen entdeckt. Ausgrabungen zeigten, dass ein Ringgraben mit einem Durchmesser von etwa 6,0 m den Stein umgab. In der Grabenfüllung fanden sich Spuren eingeäscherter Knochen, ein Keramikfragment und einige Feuersteine. Ein frühbronzezeitliches Datum ist wahrscheinlich. In der Nähe liegen das Court Tomb von Ballyalton und die Megalithanlage von Slievenagriddle.